# Bertha Wegmann
Bertha Wegmann (Soglio, Suiza, 16 de diciembre de 1847-Copenhague, 22 de febrero de 1926) fue una retratista danesa de ascendencia alemana.

## Vida

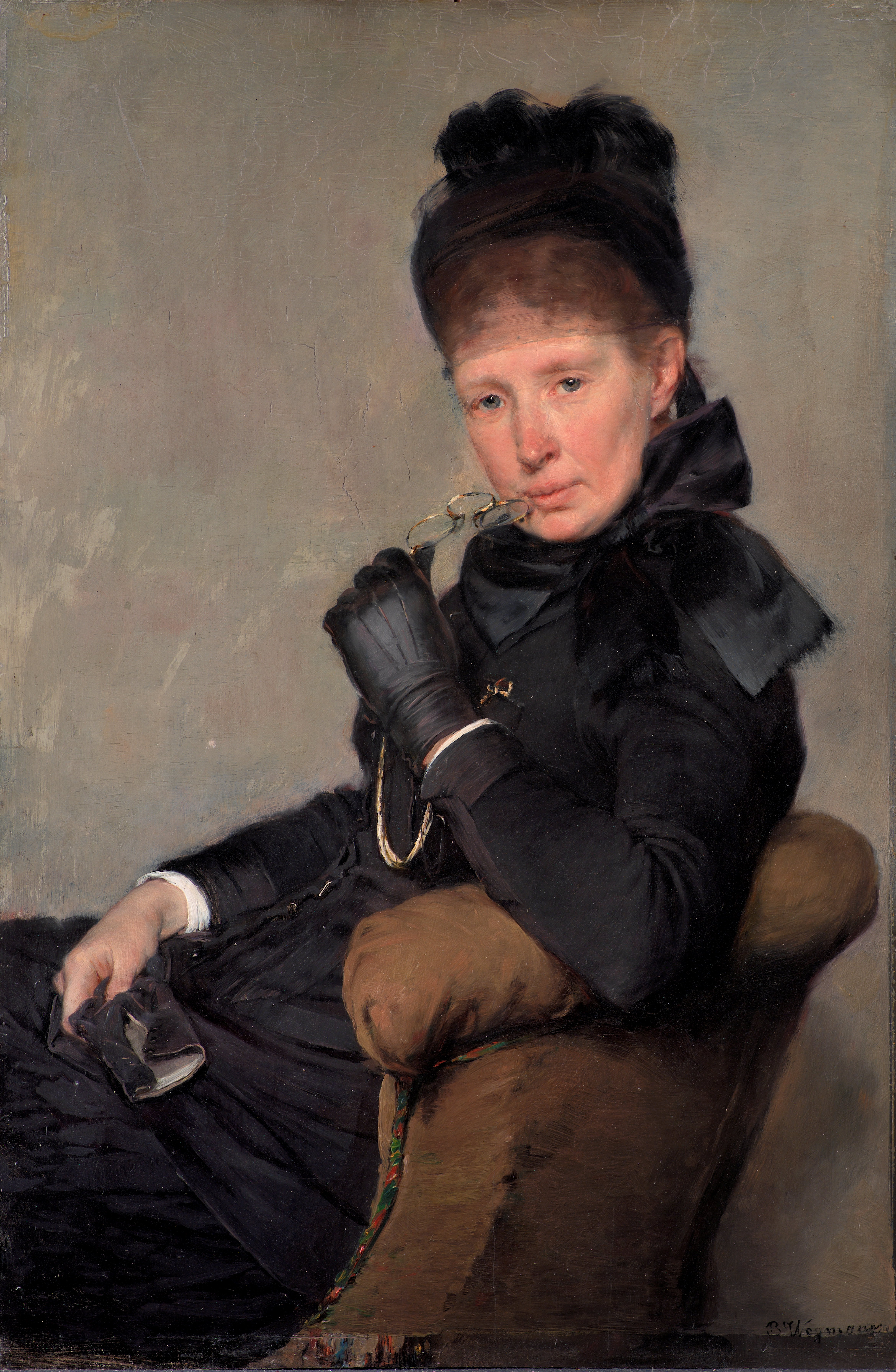
Bertha Wegmann, Jeanna Bauck, ca. 1887, Den Hirschsprungske Samling.

A la edad de cinco años, Bertha Wegmann se mudó con su familia a Copenhague, donde su padre empezó a trabajar como comerciante. El señor Wegmann era un amante del arte y pasaba su tiempo libre pintando. Bertha mostró interés en el dibujo a una temprana edad, pero no recibió una educación formal hasta los diecinueve años, cuando empezó a recibir clases de Frederik Ferdinand Helsted, Heinrich Buntzen y Frederik Christian Lund.
Dos años más tarde, con ayuda de sus padres, se mudó a Múnich, donde residió hasta el año 1881. Al principio estudió con el pintor histórico Wilhelm von Lindenschmit el Joven, y más tarde con el pintor de género Eduard Kurzbauer. Sin embargo, Wegmann no estaba satisfecha con el hecho de trabajar en un estudio y decidió aprender directamente de la naturaleza. Entabló amistad con la pintora sueca Jeanna Bauck, con la que viajó por motivos de estudio a Italia en varias ocasiones. En 1881 ambas se mudaron a París, donde Wegmann expuso sus obras en varias galerías y recibió una mención honorífica.

Retrato de Jeanna Bauck (1881).

Al año siguiente regresó a Copenhague, ciudad en la que ya era famosa por sus obras expuestas en el Palacio de Charlottenborg desde 1873. Un retrato de su hermana recibió  la Medalla Thorvaldsen (Thorvaldsen Medaillen) en 1883. Cuatro años más tarde Wegmann se convirtió en la primera mujer en tener un puesto en la Real Academia de Bellas Artes de Dinamarca y desde ese año hasta 1907 fue miembro de la Tegne- og Kunstindustriskolen for Kvinder ("Escuela Industrial de Dibujo y Arte para Mujeres). Continuó sus exposiciones a nivel internacional y representó a Dinamarca en varias exposiciones mundiales, entre las que se incluye la Exposición Mundial Colombina de Chicago de 1893. En 1892, Wegmann se convirtió en la primera mujer en recibir la medalla danesa Ingenio et Arti.